# Snow Lake
Snow Lake es un pueblo de Manitoba, Canadá, localizado a 668 kilómetros del norte de Winnipeg al finalizar la ruta provincial 392. La principal industria es la minería, donde actualmente cuenta con una mina produciendo Zinc. El pueblo oficial de Snow Lake cuenta con un gran área principalmente rural, teniendo como centro la comunidad urbana de Snow Lake. El pueblo es tan grande como una municipalidad rural típica de la región del sur de Manitoba. 